# Chile Open 2025 - Doppio
Il doppio del torneo di tennis professionistico Chile Open 2025, facente parte della categoria ATP Tour 250 nell'ambito dell'ATP Tour 2025, si è giocato al Club de Tenis UC San Carlos de Apoquindo di Santiago, in Cile, dal 24 febbraio al 2 marzo 2025.
Marcelo Tomás Barrios Vera e Alejandro Tabilo erano i detentori del titolo, ma Tabilo ha deciso di non partecipare.
Barrios Vera gioca in coppia con Ignacio Buse.
Nicolás Barrientos e Rithvik Choudary Bollipalli hanno sconfitto in finale Máximo González e Andrés Molteni con il punteggio di 6-3, 6-2.

## Teste di serie
1. Máximo González /  Andrés Molteni (finale)
2. Rafael Matos /  Marcelo Melo (ritirati)

1. Guido Andreozzi /  Théo Arribagé (semifinale)
2. Francisco Cabral /  Jean-Julien Rojer (quarti di finale)

## Wildcard
1. Tomás Barrios Vera /  Ignacio Buse (quarti di finale)

1. Fernando Romboli /  Matías Soto (primo turno)

## Tabellone

### Legenda
| - Q = Qualificato - WC = Wild card - LL = Lucky loser | - ALT = Alternate - SE = Special Exempt - PR = Protected Ranking | - w/o = Walkover - r = Ritirato - d = Squalificato |

|  | Primo turno | Primo turno                | Primo turno                | Primo turno | Primo turno |  |  | Quarti di finale | Quarti di finale           | Quarti di finale       | Quarti di finale           | Quarti di finale      |   |      | Semifinali | Semifinali             | Semifinali           | Semifinali                 | Semifinali                 |   |   | Finale | Finale | Finale | Finale | Finale |  |
|  |             |                            |                            |             |             |  |  |                  |                            |                        |                            |                       |   |      |            |                        |                      |                            |                            |   |   |        |        |        |        |        |  |
|  | 1           | M González A Molteni       | M González A Molteni       | 7           | 7           |  |  |                  |                            |                        |                            |                       |   |      |            |                        |                      |                            |                            |   |   |        |        |        |        |        |  |
|  |             | J Schnaitter M Wallner     | J Schnaitter M Wallner     | 611         | 610         |  |  | 1                | M González A Molteni       | 2                      | 6                          | [10]                  |   |      |            |                        |                      |                            |                            |   |   |        |        |        |        |        |  |
|  | WC          | T Barrios Vera I Buse      | T Barrios Vera I Buse      | 7           | 7           |  |  | WC               | T Barrios Vera I Buse      | 6                      | 4                          | [5]                   |   |      |            |                        |                      |                            |                            |   |   |        |        |        |        |        |  |
|  |             | Í Cervantes P Martínez     | Í Cervantes P Martínez     | 5           | 64          |  |  |                  |                            |                        |                            |                       |   |      | 1          | M González A Molteni   | M González A Molteni | 6                          | 6                          |   |   |        |        |        |        |        |  |
|  | 4           | F Cabral J-J Rojer         | 7                          | 69          | [10]        |  |  |                  |                            |                        | R Seggerman J-P Smith      | R Seggerman J-P Smith | 4 | 3    |            |                        |                      |                            |                            |   |   |        |        |        |        |        |  |
|  | WC          | F Romboli M Soto           | 5                          | 7           | [8]         |  |  | 4                | F Cabral J-J Rojer         | F Cabral J-J Rojer     | 63                         | 65                    |   |      |            |                        |                      |                            |                            |   |   |        |        |        |        |        |  |
|  |             | R Seggerman J-P Smith      | R Seggerman J-P Smith      | 6           | 6           |  |  |                  | R Seggerman J-P Smith      | R Seggerman J-P Smith  | 7                          | 7                     |   |      |            |                        |                      |                            |                            |   |   |        |        |        |        |        |  |
|  |             | G Escobar D Hidalgo        | G Escobar D Hidalgo        | 2           | 4           |  |  |                  |                            |                        |                            |                       |   |      | 1          | M González A Molteni   | M González A Molteni | 3                          | 2                          |   |   |        |        |        |        |        |  |
|  |             | J Faria A Ševčenko         | 3                          | 6           | [3]         |  |  |                  |                            |                        |                            |                       |   |      |            |                        |                      | N Barrientos RC Bollipalli | N Barrientos RC Bollipalli | 6 | 6 |        |        |        |        |        |  |
|  |             | G Jacq O Luz               | 6                          | 3           | [10]        |  |  |                  | G Jacq O Luz               | G Jacq O Luz           | 62                         | 3                     |   |      |            |                        |                      |                            |                            |   |   |        |        |        |        |        |  |
|  |             | L Darderi TM Etcheverry    | 6                          | 6           | [6]         |  |  | 3                | G Andreozzi T Arribagé     | G Andreozzi T Arribagé | 7                          | 6                     |   |      |            |                        |                      |                            |                            |   |   |        |        |        |        |        |  |
|  | 3           | G Andreozzi T Arribagé     | 7                          | 4           | [10]        |  |  |                  |                            |                        |                            |                       |   |      | 3          | G Andreozzi T Arribagé | 6                    | 67                         | [5]                        |   |   |        |        |        |        |        |  |
|  |             | N Barrientos RC Bollipalli | N Barrientos RC Bollipalli | 7           | 7           |  |  |                  |                            |                        | N Barrientos RC Bollipalli | 4                     | 7 | [10] |            |                        |                      |                            |                            |   |   |        |        |        |        |        |  |
|  |             | K Drzewiecki P Matuszewski | K Drzewiecki P Matuszewski | 65          | 67          |  |  |                  | N Barrientos RC Bollipalli | 3                      | 7                          | [10]                  |   |      |            |                        |                      |                            |                            |   |   |        |        |        |        |        |  |
|  |             | M Demoliner M Zormann      | M Demoliner M Zormann      | 7           | 7           |  |  |                  | M Demoliner M Zormann      | 6                      | 62                         | [8]                   |   |      |            |                        |                      |                            |                            |   |   |        |        |        |        |        |  |
|  | Alt         | RA Burruchaga TA Tirante   | RA Burruchaga TA Tirante   | 68          | 62          |  |  |                  |                            |                        |                            |                       |   |      |            |                        |                      |                            |                            |   |   |        |        |        |        |        |  |